# Surtees TS19

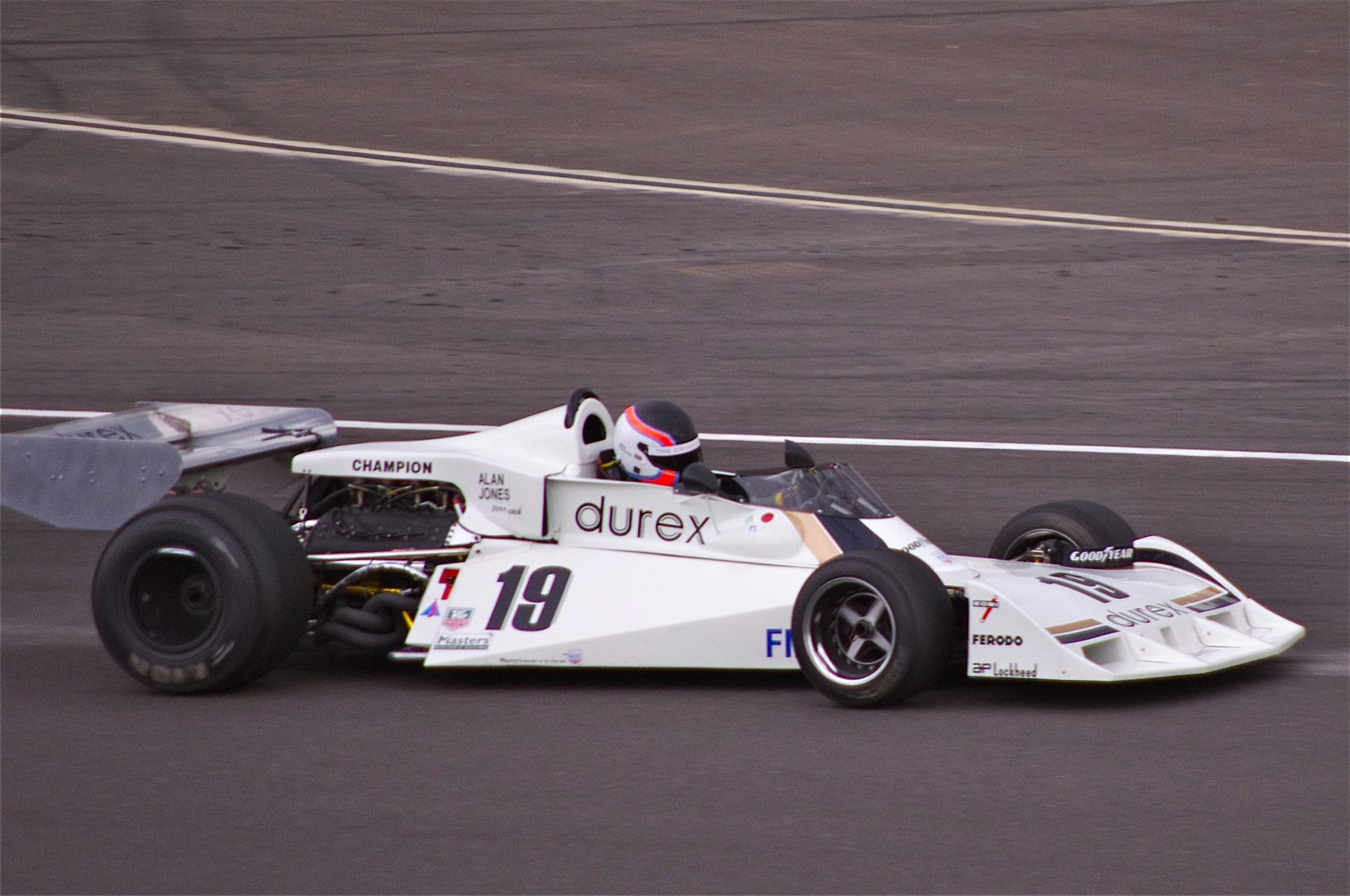
Surtees TS19

Der Surtees TS19 war ein Formel-1-Rennwagen der 1976, 1977 und 1978 von Surtees in der Formel-1-Weltmeisterschaft eingesetzt wurde.

## Renngeschichte
Der Surtees TS19 gab sein Renndebüt beim Großen Preis von Südafrika 1976 in Kyalami mit Brett Lunger am Steuer. Der US-Amerikaner ging vom 20. Startplatz aus ins Rennen und wurde mit einer Runde Rückstand auf Niki Lauda im Ferrari 312T Elfter.
Der TS19 hatte eine breite flache Nase und einen stufenförmigen Aufbau im Mittelteil. Vorne und hinten hatte der TS19 eine außenliegende Aufhängung, das Getriebe kam von Hewland und als Antrieb diente der bewährte V8-Motor Cosworth DFV. 1976 erreichte Surtees mit den TS19 mit sieben Punkten, die allesamt vom Australier Alan Jones eingefahren wurden, den zehnten Rang im Konstrukteurspokal.
1977 kam der Italiener Vittorio Brambilla ins Team, der mit dem vierten Rang beim Großen Preis von Belgien das beste Saisonergebnis für das Team erzielte. Am Ende des Jahres wurde Surtees mit sechs Punkten Elfter in der Meisterschaft.
Fahrer des TS19: Conny Andersson, Hans Binder, Vittorio Brambilla, Alan Jones, Brett Lunger, Larry Perkins, Henri Pescarolo, Vern Schuppan und Noritake Takahara.